# Inexplosible
L'Inexplosible, de son nom complet «  Inexplosible n°22  », est un bateau à roues amarré sur la Loire à Orléans, est une reproduction d'un ancien navire du même nom.
Les Inexplosibles doivent leur nom à la conception de leur chaudière à vapeur basse pression, réputée « inexplosible ».
Ces bateaux étaient conçus pour la navigation fluviale entre Nantes et Nevers. Avec un tirant d'eau de moins de 30 cm, ces bateaux permettaient de transporter 150 passagers ou 200 tonnes de marchandises même en condition d'étiage entre Orléans et Nevers, où la Loire peut être très basse.
Ils furent progressivement remplacés par les chemins de fer à partir de la deuxième moitié du XIX° siècle.

## Galerie

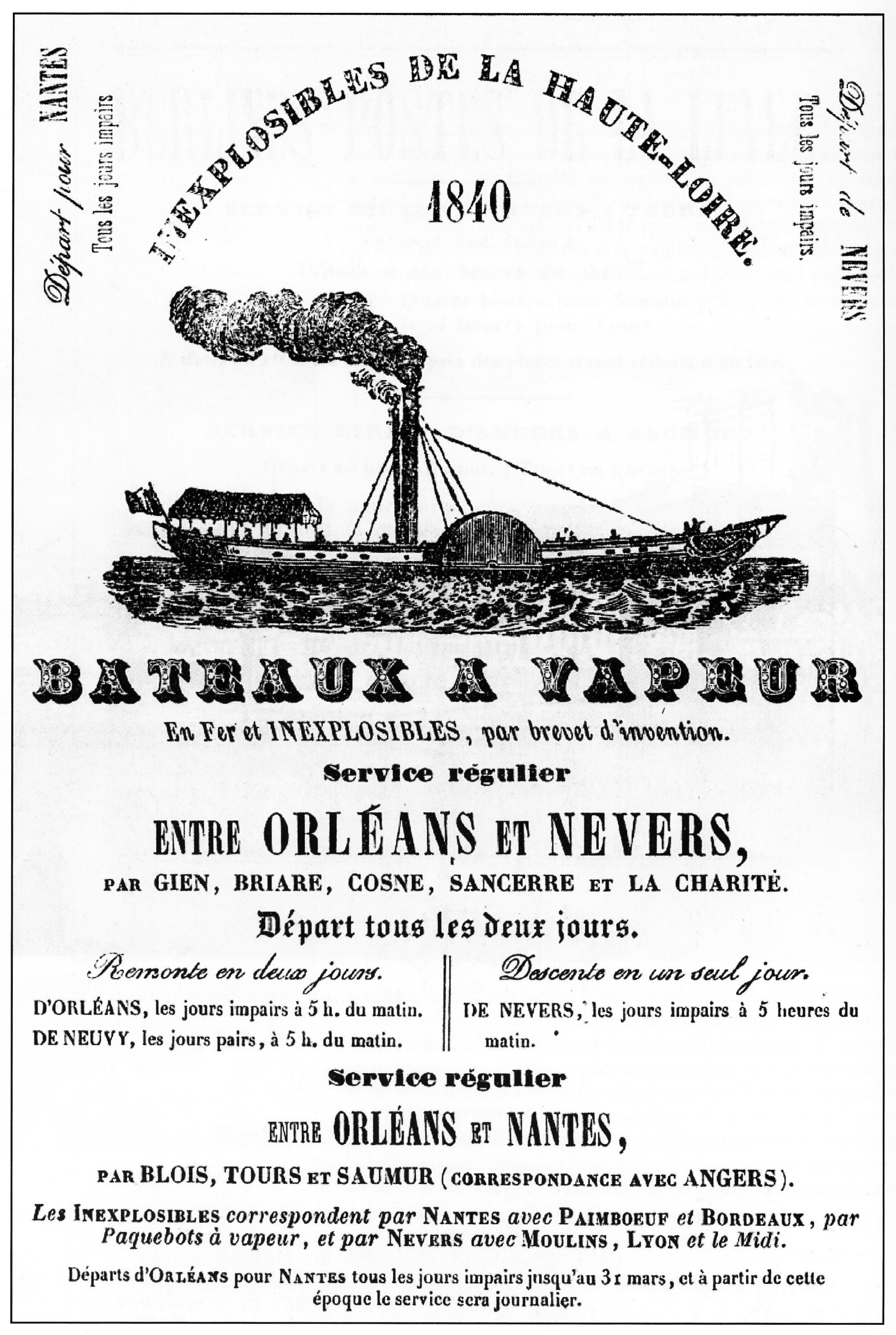
Affiche publicitaire de 1840
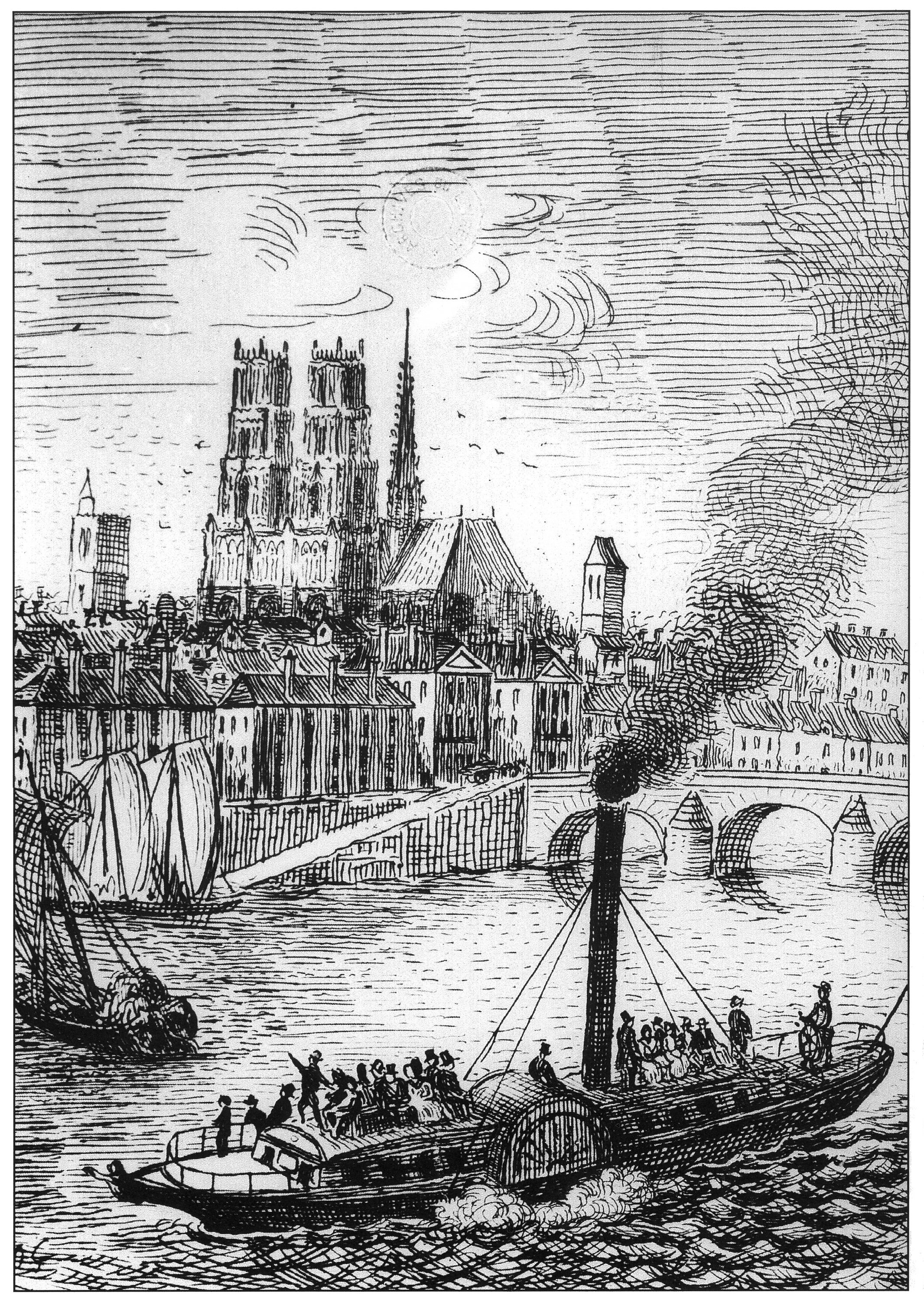
Inexplosible sur la Loire par Louis d'Illiers
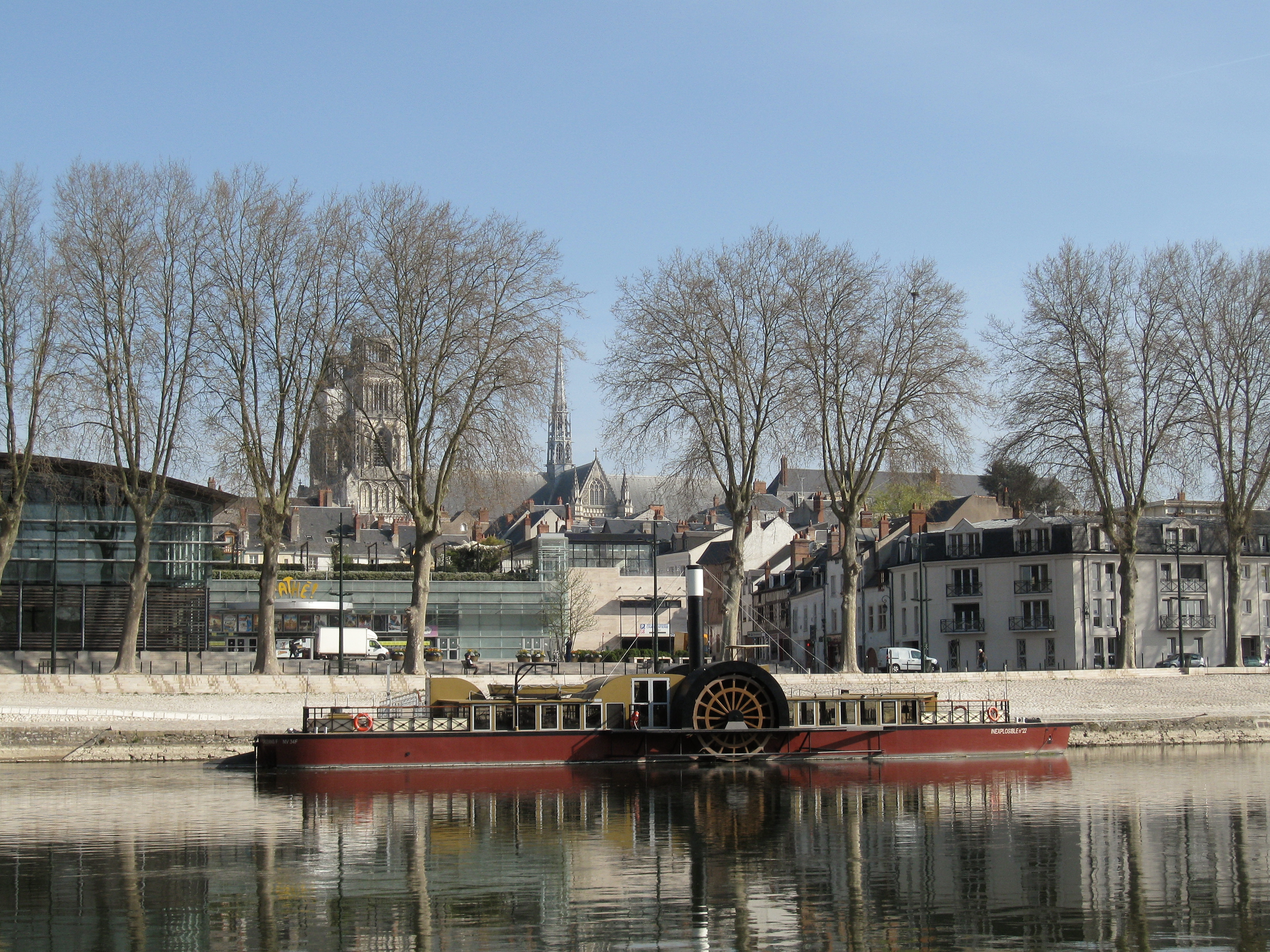
Réplique actuelle, quai du Châtelet à Orléans
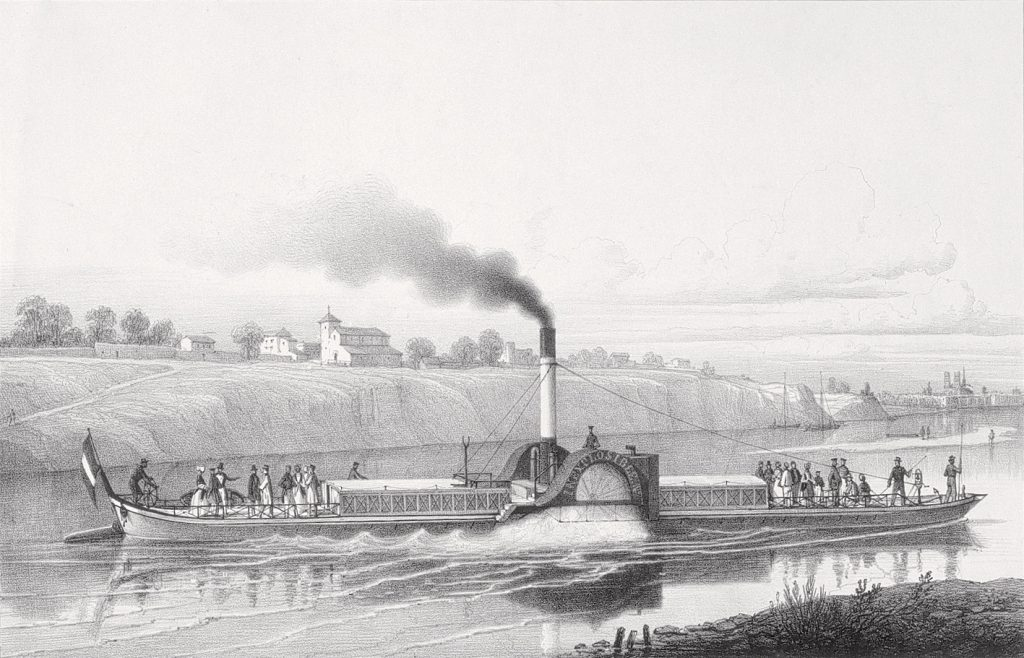
Vapeur de la Loire à La Chapelle-St-Mesmin vers 1830, lithographie de Charles Pensée